# Longleng (distrikt)
Longleng (hindi: लॉन्गलेन्ग जिला) er et distrikt i den indiske delstat Nagaland. Distriktets hovedstad er Longleng.

## Demografi
Ved folketællingen i 2011 var der 50,593 indbyggere i distriktet. Den urbane befolkningen udgør 15,04 % af befolkningen.
Børn i alderen 0 til 6 år udgjorde 17,48 % i 2011 mod 9,95 % i 2001. Antallet af piger i den alder per tusinde drenge er 882 i 2011 mod 964 i 2001.